# Most im. kardynała Franciszka Macharskiego w Krakowie
Most im. Kardynała Franciszka Macharskiego – most w Krakowie na Wiśle w ciągu wschodniej części IV obwodnicy Krakowa, będącej częścią drogi ekspresowej S7. Jest to najdłuższy most w województwie małopolskim.
Most znajduje się ok. 1,6 km na wschód od istniejącego mostu Wandy. W praktyce są to dwa, osobne dla każdego kierunku żelbetowe mosty o długości 706 m (kierunek Podgórze Przewóz) i 695,5 m (kierunek Nowa Huta). Części wiszące obu mostów są podwieszone na wantach do czterech pylonów (po 2 dla każdego kierunku) o wysokości 63 m każdy. Środkowe przęsło ma długość 200 m. Przeprawa posiada po trzy pasy ruchu w każdym kierunku.

## Budowa
Umowa z wykonawcą została podpisana w lipcu 2014. Most oddano do użytku 28 czerwca 2017.
Wykonawcą inwestycji była firma Strabag. Budowa pochłonęła około 7400 ton stali zbrojeniowej i około 39 tys. ton betonu.

## Patronat
30 sierpnia 2017 Rada Miasta Krakowa jednogłośnie przyjęła uchwałę o nadaniu mostowi imienia kardynała Franciszka Macharskiego.

## Galeria

### Zdjęcia gotowego obiektu
Poniższe zdjęcia wykonane zostały w rejonie ujścia rzeki Dłubni do Wisły.

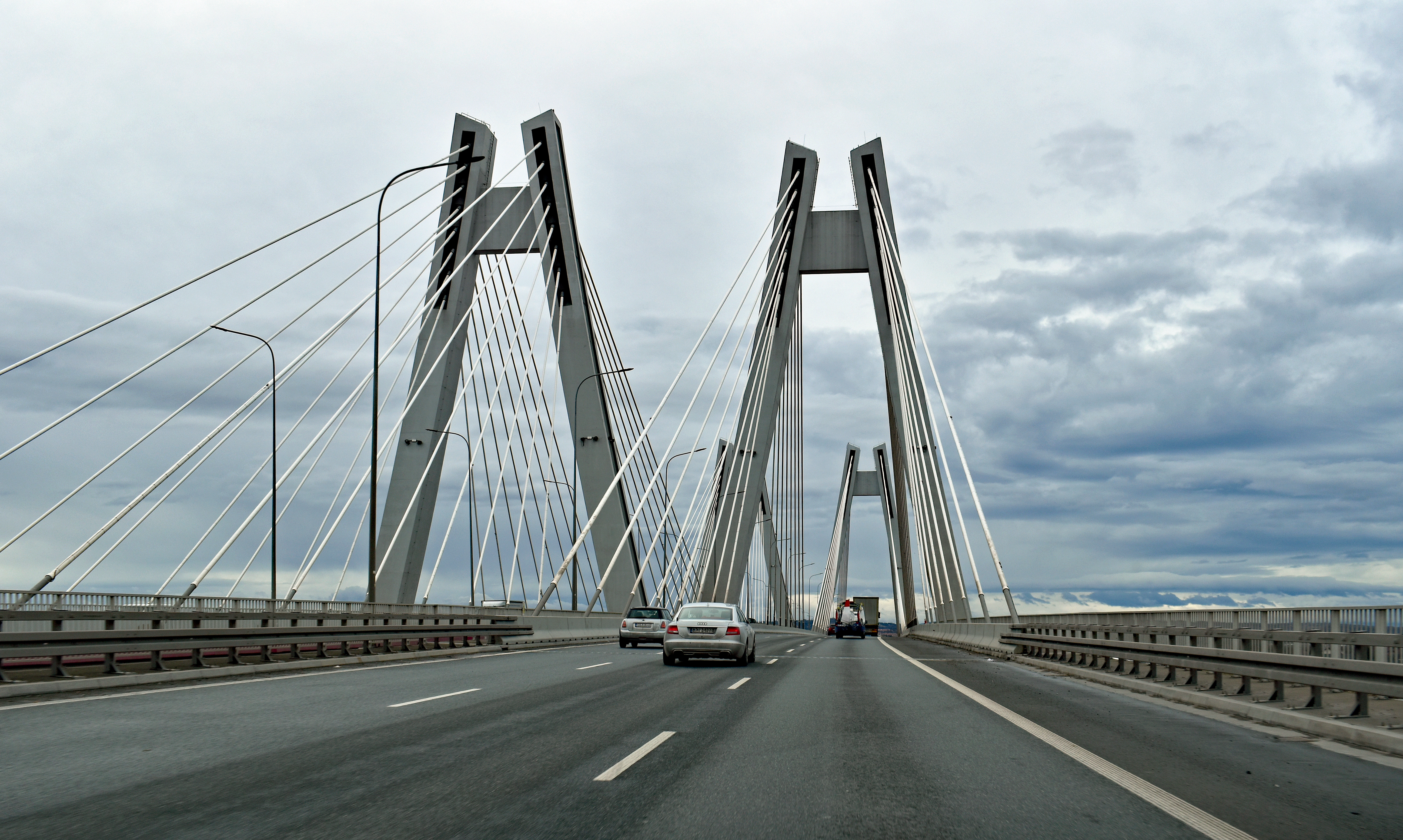
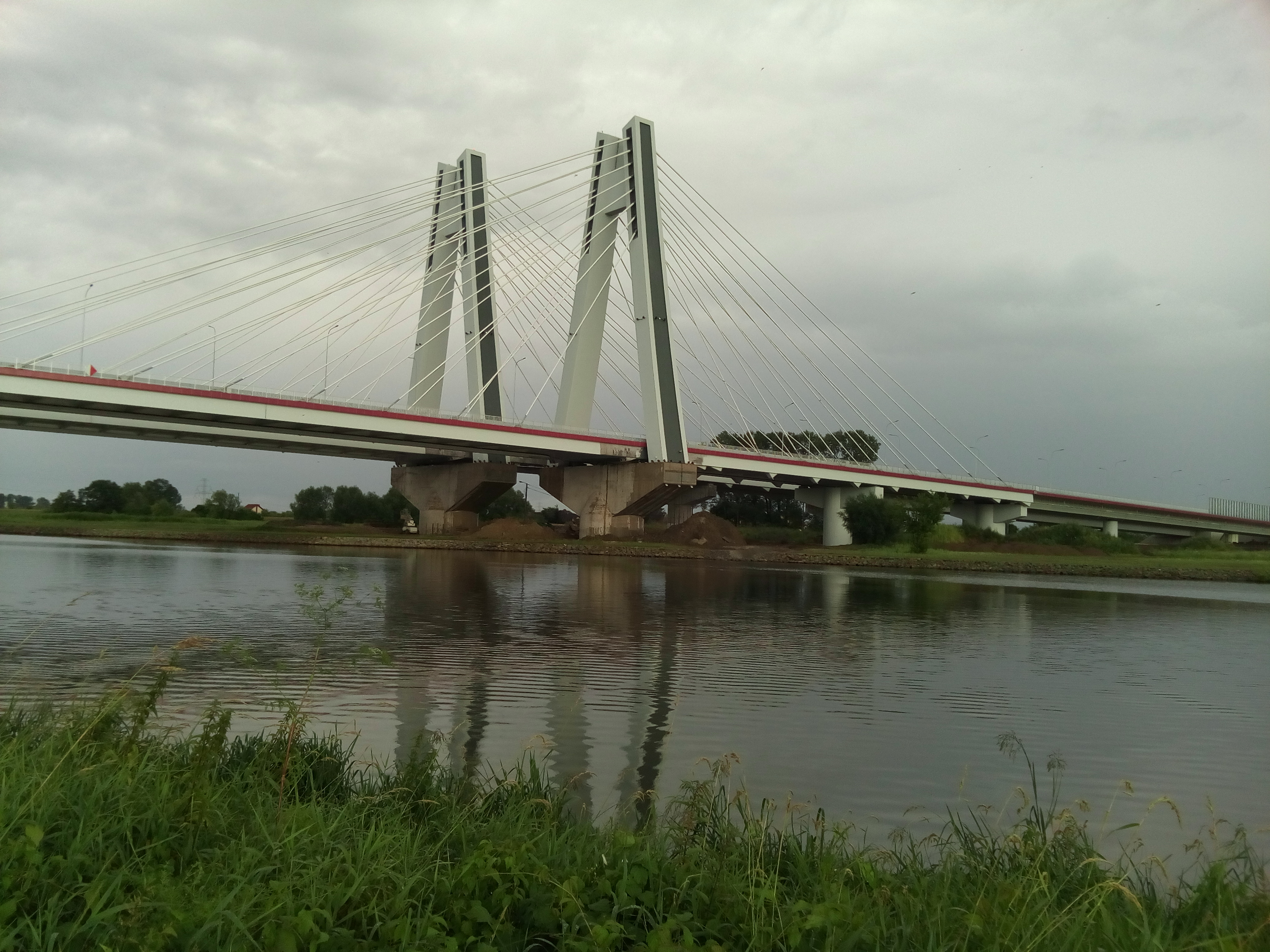
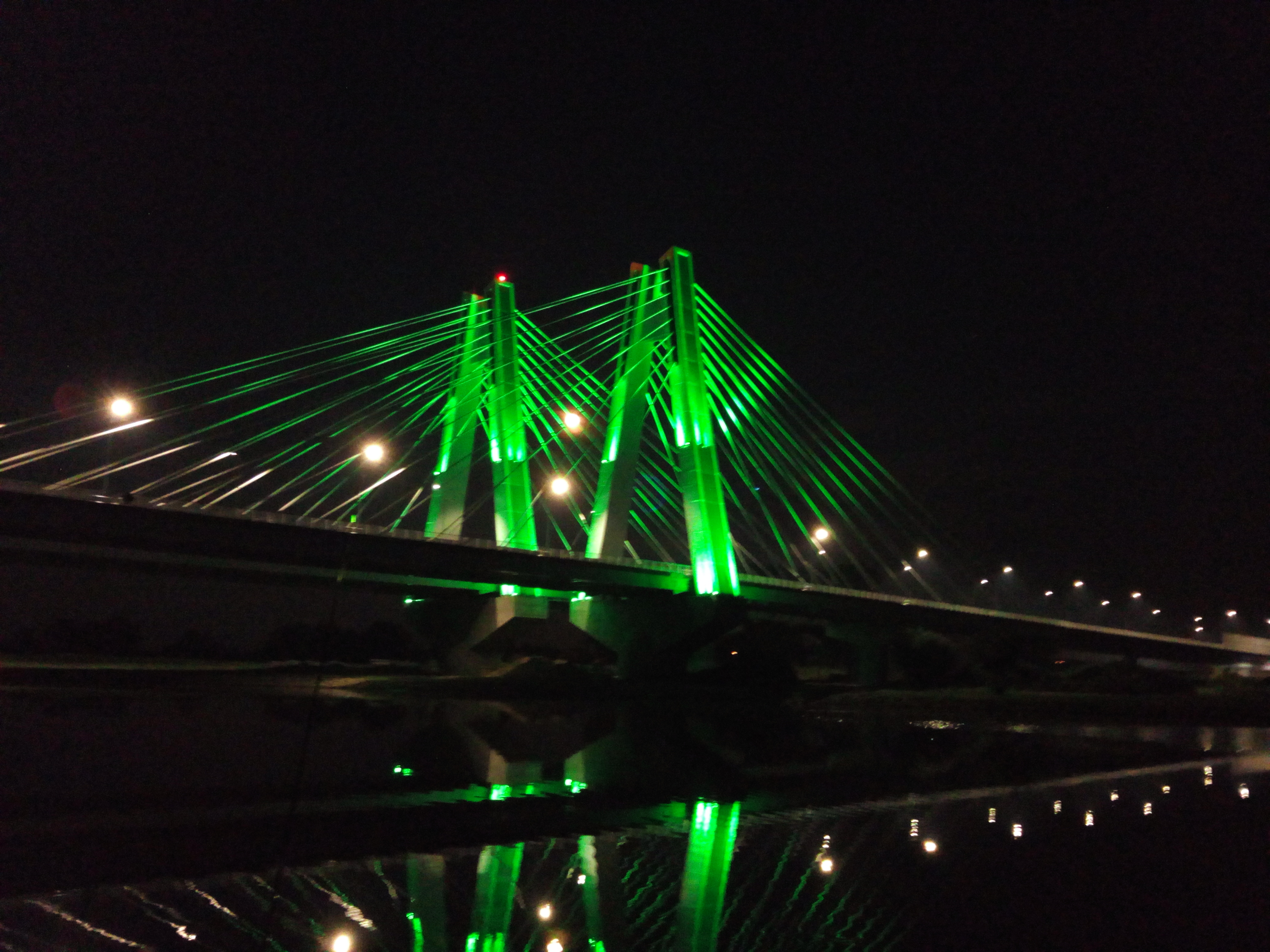
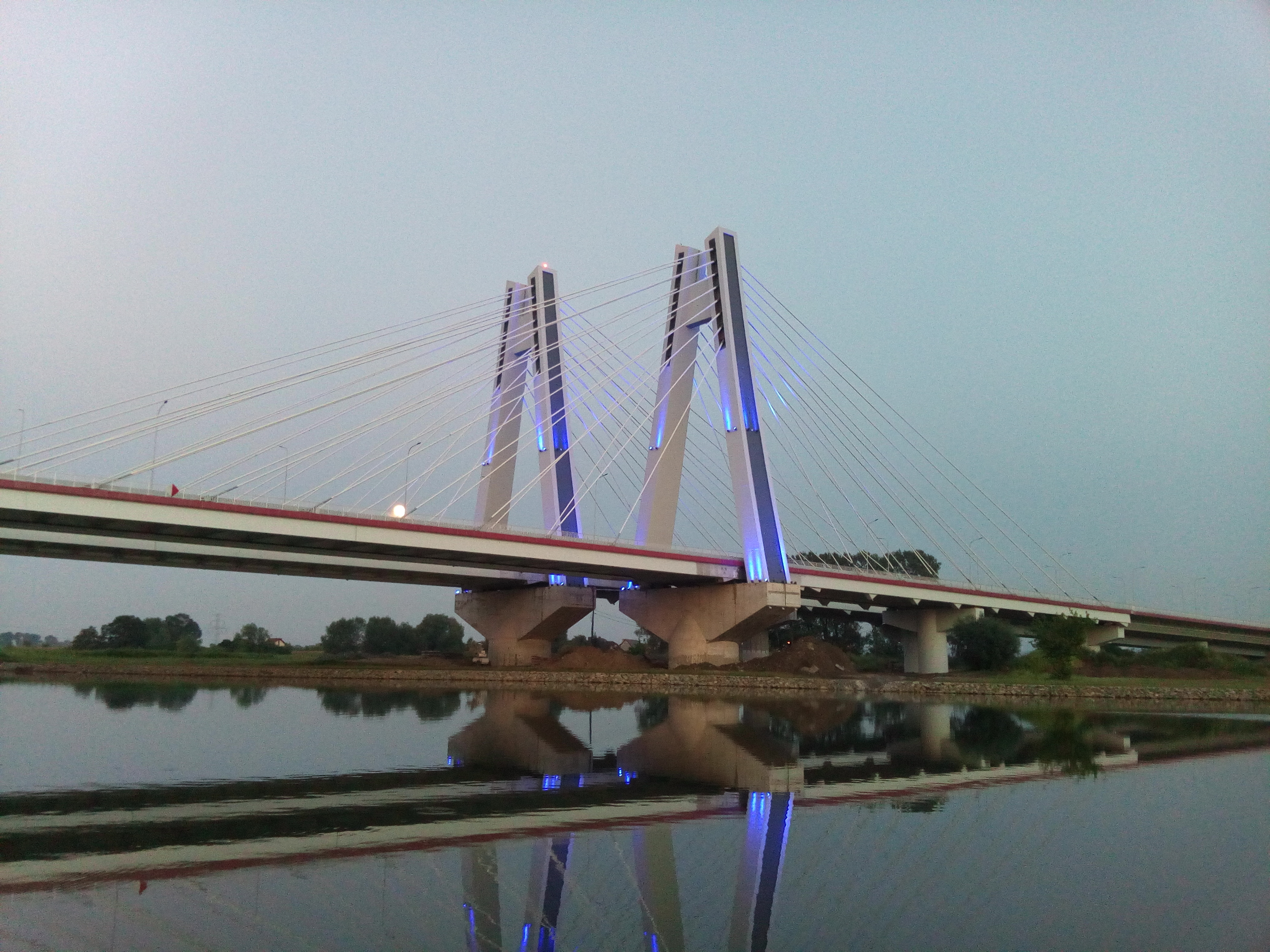

### Zdjęcia z budowy
Poniższe zdjęcia zostały wykonane w rejonie ul. Pod Wierzbami.

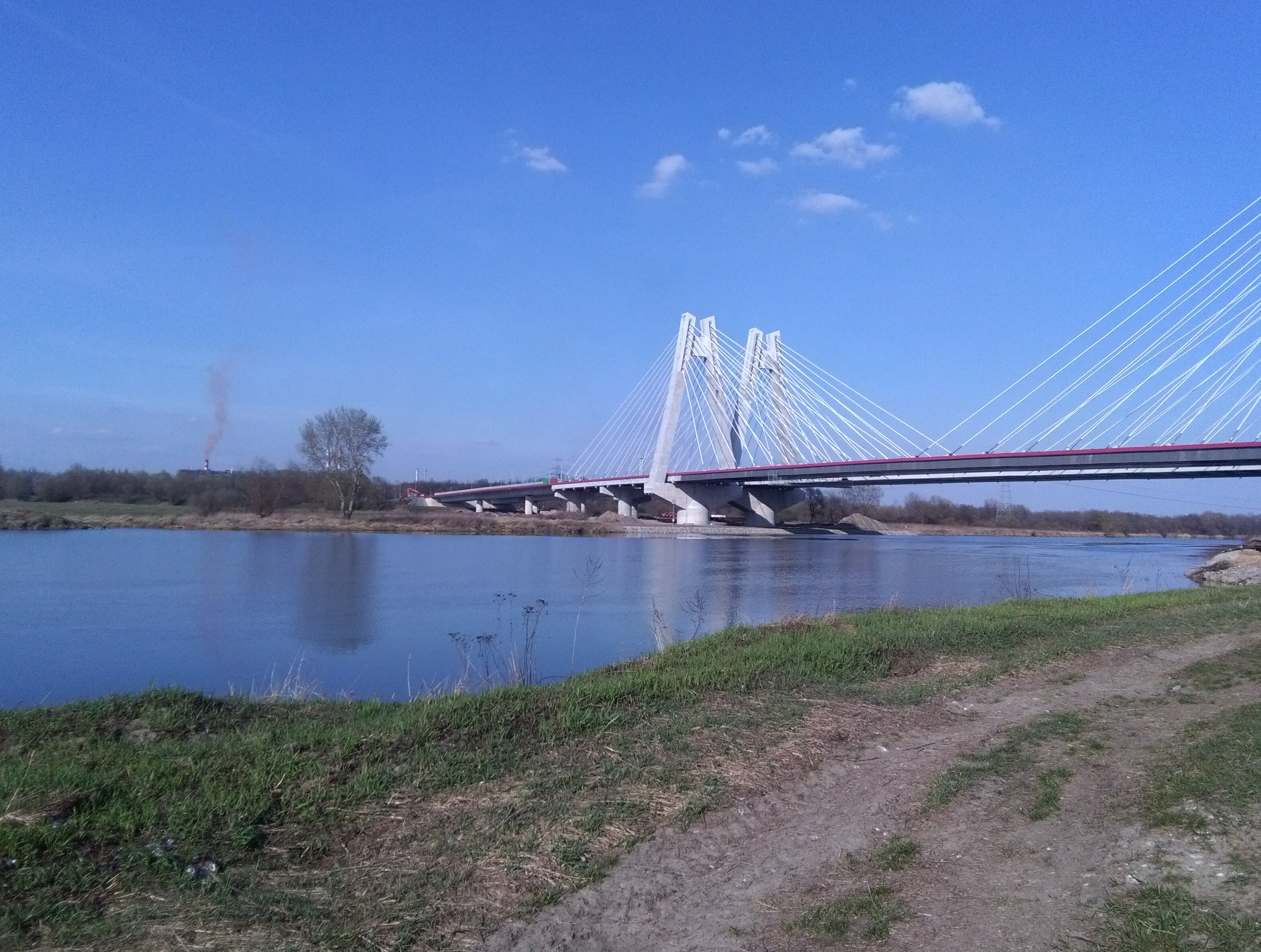
Most Kardynała Macharskiego w budowie
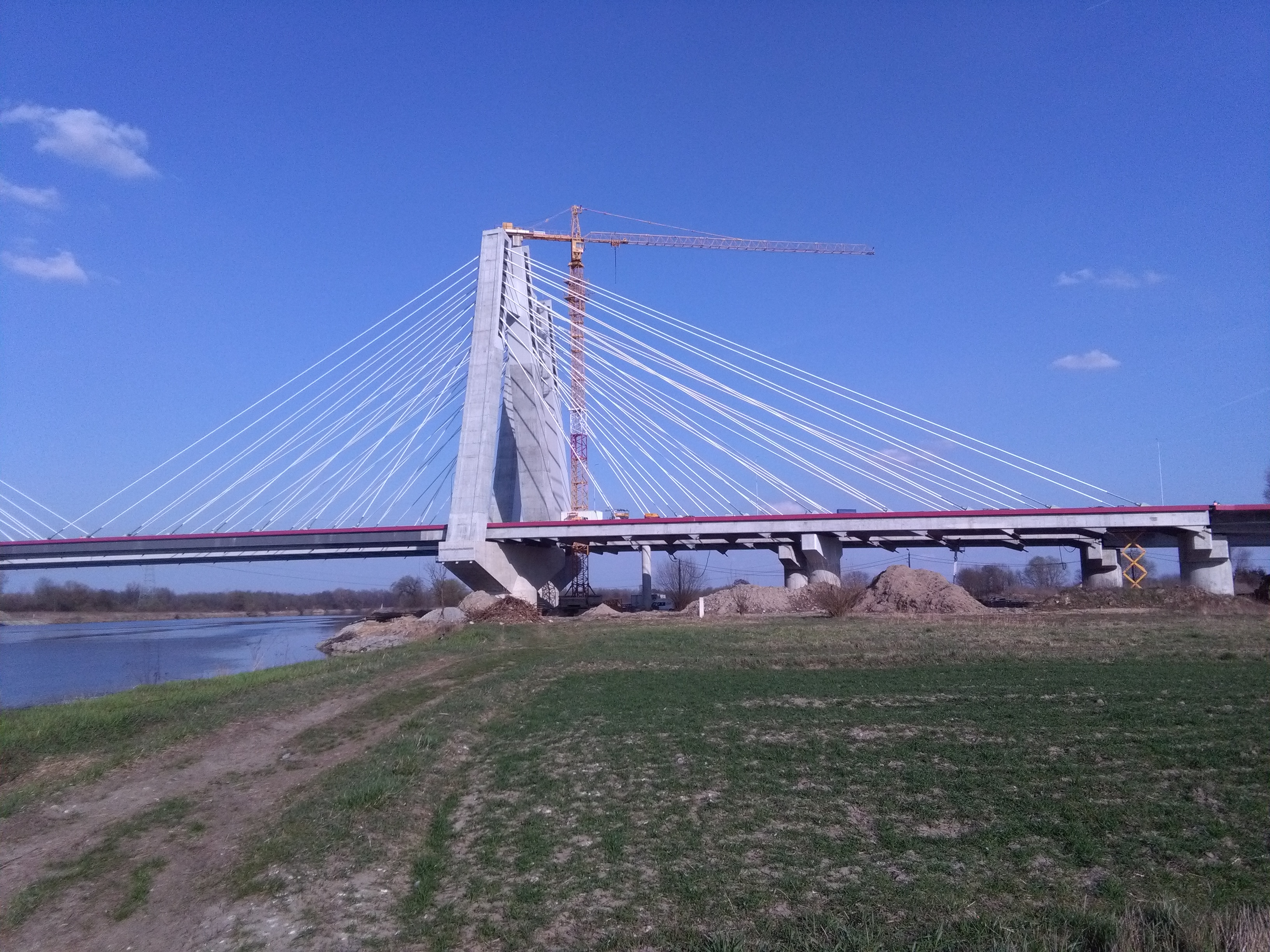
Pylon Mostu Kardynała Macharskiego
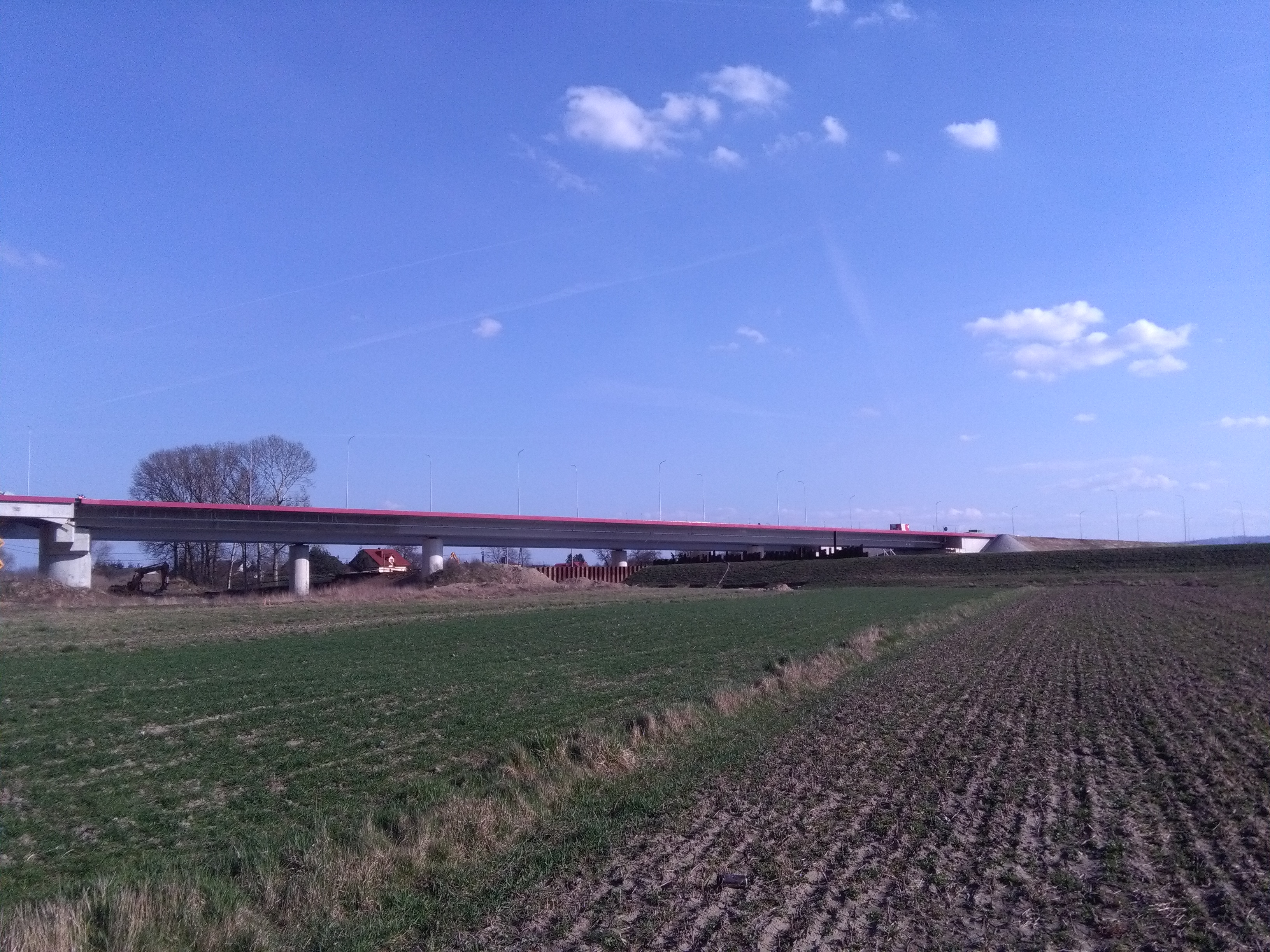
Estakada najazdowa na Most Kardynała Macharskiego